# Ланг, Карл Генрих
Карл Генрих риттер фон Ланг (нем. Karl Heinrich Ritter von Lang; 7 июня 1764, Мёттинген — 26 марта 1825, Ансбах) — немецкий историк и публицист.

## Биография
Родился 7 июня 1764 года в коммуне Мёттинген (Бавария). С детства интересовался историей и картографией; в юности посещал гимназию в Эттингене. С 1782 года изучал юриспруденцию в Альтдорфском университете, не закончив который занял должность чиновника в Эттингене. Примерно с 1785 года начал карьеру журналиста и публициста. Из-за своей импульсивности и неоднозначного характера Ланг часто терял работу. Он работал секретарём, репетитором, советником, пока не поступил в 1792 году в Гёттинген. Там он занимался изучением истории Священной Римской империи под руководством таких деятелей, как Иоганн Мюллер, Фридрих Шлегель.
В промежутках с 1793 по 1801 Карл был тесно связан с муниципалитетом Харденберга, где он работал архивариусом и секретарем. Добившись большого авторитета, стал секретарём Раштадтского конгресса, проходившего в 1797—1799 годах. Данный опыт позволил расширить географию исследований изучением современной ему истории Пруссии. До 1810-х года занимался в основном политической деятельностью, параллельно изучая историческую географию.
В 1808 году был награжден рыцарским крестом Ордена Гражданских заслуг Баварской короны с пожалованием титула «риттер фон».
С 1810 года продолжил карьеру публициста, изучал историю Баварии на основе архивов. В 1817 прекратил активную деятельность и поселился в Ансбахе, где вплоть до смерти 26 марта 1835 года писал труды на дому, практически не покидая город.

## Сочинения
- Hist. Entwicklung des deutschen Steuerverfassungen (Берлин, 1793),
- Neuere Geschichte des Fürstenthums Bayreuth (Геттеберг и Нюрнберг, 1798—1811),
- Geschichte der Jesuiten in Bayern (Нюрнберг, 1819),
- Regesta sive rerum Boicarum autographa (Мюнхен, 1822—1828; хронологически — синхронистический указатель всех древне- и ново-баварских оригинальных источников до 1300)
- Hammelburger Reisen (Мюнхен, 1818—1833).
- Memoiren (Брауншвейг, 1842).